# Санчо III (Кастилия)
Санчо III Кастилски (на испански: Sancho III de Castilla; * 1134; † 31 август 1158, Толедо) или Санчо III Желания, е крал на Кастилия от 1157 до 1158 година.

## Произход и наследство
Най-голям син на Беренгела Барселонска и Алфонсо VII Кастилски, по воля на когото, земята на Кастилия и Леон са поделени между двамата му синове. Така след смъртта на бащата си Санчо става крал на Кастилия, а неговият брат Фернандо II наследява Кралство Леон.

## Управление
Санчо ІІІ съдейства на създаването на орден Калатрава, когато тамплиерите отказват да поддържат повече отбраната на пограничния град Калатрава, във владение на които е предаден от Алфонсо VI през 1147 година. Санчо предава владението на Калатрава на абат Раймонд Диего Веласкес, който организира нов военен орден.
Санчо III управлява само година, оставя след себе си малолетен син – Алфонсо VIII. Погребан е в Капелата на катедралата на Санта-Мария-де-Толедо.

## Брак и деца
От 30 януари 1151 година се жени за Бланш Наварска, дъщеря на Гарсия VI, крал на Навара. От този брак се ражда само едно дете:
- Алфонсо VIII (1155 – 1214), наследник на Санчо III на Кралство Кастилия.

## Галерия
- Санчо ІІІ
- Портрет на Санчо III, 1892 – 1894, худ. Хосе Мария Родригес де Лосадо
- Катедралата в Толедо, където е погребан Санчо ІІІ